# Pseudoromicia principis
Pseudoromicia principis — вид рукокрилих ссавців з родини лиликових (Vespertilionidae).

## Біоморфологічна характеристика
Це невеликий кажан (довжина передпліччя 30.5–32.3 мм) з довгою бакулою. Темно-коричнева шерсть із незабарвленим спинним волоссям відносить вид до роду Pseudoromicia. Темно-шоколадно-коричнева пігментація безволосих частин тіла та оболонок (включаючи крила) відрізняє цей вид від усіх представників групи напівпрозорих білокрилих видів Pseudoromicia. Це найменший кажан, наразі описаний в межах роду. Він має крихітний помірно роздутий череп (12.3–12.9 мм), розміри якого не перекривають розміри інших видів Pseudoromicia.

## Поширення
Ендемік острова Принсіпі (Західна Центральна Африка).